# أليس أفيري
أليس أفيري (بالإنجليزية: Ellis Avery)‏ (25 أكتوبر 1972 - 15 فبراير 2019 ) كاتِبة، وروائية من الولايات المتحدة.